# Alphonse Persico
Alphonse T. Persico, conocido como Little Allie Boy o simplemente Allie Boy (nacido el 8 de febrero de 1954), fue el jefe en funciones de la familia criminal Colombo entre 1996 y 2019, y el hijo del jefe criminal Carmine Persico.

## Antecedentes
El 8 de febrero de 1954, Alphonse T. Persico nació en la ciudad de Nueva York. De pequeño creció en South Brooklyn y Bensonhurst.
Su padre fue Carmine Persico, un antiguo jefe de la familia Colombo. Alphonse tiene dos hermanos, Lawrence y Michael Persico. Le apodaban "Little Allie Boy" para distinguirle del hermano mayor de su padre, que también se llamaba Alphonse y era un caporegime  de la familia Colombo; murió en 1989. Alphonse Persico estaba casado con Teresa Persico.
A diferencia de algunos mafiosos, el joven Alphonse Persico era un estudiante prometedor que se graduó en el instituto y fue aceptado en la Universidad de San Juan. A pesar de ello, dejó los estudios luego de su segundo año presumiblemente para trabajar para su padre. A sus 20 años, Persico ya era soldado de la familia y a mediados de sus 20 años al parecer ya tenía el cargo de capo. Como muchos otros mafiosos, Persico disfrutaba del poder y la emoción de la vida en la mafia. En 1983 fue detenido por posesión de heroína, pero el caso fue sobreseído.

## Rebelión de Orena
En 1987, Carmine Persico fue condenado a una pena combinada de 139 años de prisión tras ser declarado culpable en dos juicios distintos: el Juicio de la Comisión de la Mafia y otro juicio por asociación ilícita relacionado con las operaciones de la familia Colombo. Persico había nombrado a su hermano, Alphonse, jefe en funciones antes de su detención. Little Allie Boy también fue declarado culpable en el "Juicio Colombo", y condenado a 12 años de prisión federal, el 17 de noviembre de 1986. El juez que dictó la sentencia, John F. Keenan, instó a Little Allie Boy a renunciar a su vida delictiva, señalando que aún sería bastante joven cuando saliera de prisión. "Eres un bobo si te quedas en la familia Colombo", dijo Keenan.
Sabiendo que probablemente moriría en la cárcel, Carmine Persico quería asegurarse de que su parte de los chanchullos de los Colombo fuera a parar a sus parientes. Su intención era que Little Allie Boy se convirtiera en jefe en cuanto su sobrino saliera de la cárcel. Para ello eligió a Victor Orena, el capo de la antigua banda de su hijo, como jefe interino. Al elegir a Orena, Persico dejó claro a la familia que sólo era un sustituto hasta que Alphonse fuera puesto en libertad.
En la primavera de 1991, Orena decidió deponer a los Persico y convertirse en jefe por derecho propio. Le dijo al consigliere Carmine Sessa que convocara un referéndum de los capos de la familia para aprobar su toma del poder. En su lugar, Sessa alertó al encarcelado Carmine Persico, que ordenó el asesinato de Orena. El 20 de junio de 1991, pistoleros de Persico intentaron sin éxito matar a Orena en su casa. En noviembre de 1991, tras varios meses de negociaciones, las facciones de Persico y Orena entraron en guerra abierta. Todavía en prisión, Alphonse Persico dirigió la campaña contra Orena. El 13 de mayo de 1993, Alphonse y otros líderes de la familia fueron acusados de cargos de crimen organizado que incluían los asesinatos en 1992 de los leales a Orena John Minerva y Michael Imbergamo. En octubre de 1993, Orena y muchos de sus seguidores habían sido enviados a prisión. Carmine Persico mantuvo el control de la familia Colombo. También en 1993, Teresa Persico se divorció de Alphonse.
El 8 de agosto de 1994, Alphonse Persico fue absuelto de los cargos federales de crimen organizado y asesinato de 1993 debido a las revelaciones sobre el capo de Colombo Gregory Scarpa y su relación con el FBI. Persico era ahora un hombre libre, pero no se convirtió en jefe en funciones de inmediato. En su lugar pasó gran parte de los años siguientes en su casa familiar de Ft. Lauderdale, Florida. En 1994, Carmine Persico nombró jefe en funciones a Andrew Russo. Cuando Russo ingresó en prisión en 1996, Alphonse Persico asumió el cargo de jefe en funciones.

## Asesinato de Cutolo
La segunda etapa de Alphonse Persico como jefe en funciones duraría sólo un año antes de ser enviado de nuevo a prisión. A principios de 1999, la Guardia Costera de EEUU detuvo a Persico en su lancha motora cuando navegaba por los Cayos de Florida. Tras registrar la embarcación, los guardacostas detuvieron a Persico por poseer una escopeta y una pistola semiautomática sin licencia.
En mayo de 1999, Carmine o Alphonse Persico supuestamente ordenaron el asesinato de su recién nombrado subjefe, William Cutolo. El motivo podría haber sido la venganza por el apoyo de Cutolo a Orena en 1991. Sin embargo, otra teoría es que, dado que Alphonse Persico se enfrentaba de nuevo a la cárcel por el cargo de posesión de armas en Florida. Persico temía que Cutolo se hiciera con el control de la familia durante su ausencia. El 26 de mayo de 1999, la esposa de Cutolo, Marguerite Cutolo, denunció la desaparición de su marido. Ese mismo día, Alphonse Persico había citado a Cutolo en un parque de la zona de Bay Ridge de Brooklyn. Sin embargo, cuando Cutolo llegó al parque, los sicarios de Colombo Thomas Gioeli, Dino Calabro y Dino Saracino supuestamente lo llevaron al apartamento de Saracino, donde lo asesinaron. Gioeli enterró posteriormente el cuerpo de Cutolo en un campo de Farmingdale, Nueva York, donde permaneció sin descubrir hasta octubre de 2008.
En octubre de 1999, Persico fue detenido de nuevo en Nueva York por cargos federales de crimen organizado, usura y fraude bancario. Los agentes que procedieron al arresto registraron el apartamento de Persico en Brooklyn y descubrieron 25.000 dólares en efectivo junto con registros de amplias actividades de usura y fraude con tarjetas de crédito. Fue puesto en libertad bajo fianza. Jim Walden, jefe adjunto de la Sección de Crimen Organizado de Brooklyn, procesó a Persico. En 2000, Persico fue condenado por los cargos de posesión de armas en Florida y enviado a la prisión federal de Florida durante 18 meses.

## Prisión
El 24 de enero de 2001, Persico terminó su condena por armas y debía salir de la prisión de Florida. Sin embargo, ese mismo día, fue trasladado de nuevo a Nueva York, donde los fiscales lo acusaron de estafa con préstamos.
El gobierno también sospechaba de Persico en el asesinato de Cutolo y estaba empezando a construir un caso en su contra. Persico fue detenido sin fianza. El 20 de diciembre de 2001, Persico se declaró culpable de los cargos federales de crimen organizado, usura y blanqueo de dinero de 1999 y 2001. Como parte de la declaración de culpabilidad, Persico se vio obligado a reconocer públicamente su papel como jefe en funciones de la familia Colombo. El juez condenó a Persico a 13 años de prisión federal.
El 14 de octubre de 2004, Persico fue finalmente acusado en Nueva York por el asesinato de Cutolo. Sin embargo, el 3 de noviembre de 2006, el juez declaró la nulidad del juicio debido a las acusaciones de que la esposa de Cutolo, Marguerite, había mentido bajo juramento. En el segundo juicio, celebrado el 28 de diciembre de 2007, Persico y su subordinado John "Jackie" DeRoss fueron declarados culpables de asesinato en asociación ilícita y manipulación de testigos. El 27 de febrero de 2009, Persico fue condenado a cadena perpetua sin libertad condicional por el asesinato de Cutolo.

## Consecuencias
En febrero de 2010, el sicario de Colombo Frank Sparaco dijo a los fiscales que Persico había ordenado supuestamente el asesinato en 1992 de Michael Devine, propietario de un club nocturno de Staten Island. Devine, que fue encontrado muerto a tiros en un coche, supuestamente había enfurecido a Persico por salir con su esposa, Teresa, durante su separación. No se han presentado cargos.
En septiembre de 2015, Persico cumplía cadena perpetua en la Penitenciaría de Estados Unidos, Coleman, cerca de Coleman, Florida, y en julio de 2017 fue trasladado a la Institución Correccional Federal, McKean.